# Túpac Huallpa
Túpac Huallpa of Huallpa Túpac (originele naam Auqui Huallpa Tupac) (? - oktober 1533) was de 14de goddelijke keizer van het Incarijk. Hij werd als pion gebruikt door de conquistadoren. Hij regeerde alleen in het jaar 1533.
Túpac Huallpa was een jongere broer van Atahualpa en Huáscar. Na Atahualpa's executie op 26 juli 1533, stelden de Spanjaarden Túpac Huallpa aan als nieuwe Inca-keizer. Hij werd gekroond met grote erkenning en een ceremonie, dit deden de Spanjaarden om de Inca's te laten geloven dat ze nog steeds onder leiding stonden van een Inca. Túpac Huallpa wist zelf ook niet dat hij als pion werd gebruikt en dat de Spanjaarden hem alleen gebruikten om de controle over Peru te krijgen en om gouden schatten te stelen.
Túpac stierf in 1533 in Jauja aan de pokken vlak nadat hij door Francisco Pizarro tot Inca-keizer was gekroond. Hij werd opgevolgd door zijn broer Manco Inca Yupanqui
Hurin-dynastie: Manco Cápac · Sinchi Roca · Lloque Yupanqui · Mayta Cápac · Cápac Yupanqui

Hanan-dynastie: Inca Roca · Yáhuar Huácac · Viracocha Inca · Pachacuti · Túpac Inca Yupanqui · Huayna Capac · Huáscar · Atahualpa · Túpac Huallpa

Heersers in Vilcabamba: Manco Inca Yupanqui · Sayri Túpac · Titu Cusi Yupanqui · Túpac Amaru